# 米达尔区
米达尔区是冰岛南部区的市镇。市镇面积为749平方公里，人口数量为877人（2023年）。主要聚居点为维克。